# Cholinolityki
Cholinolityki, antycholinergiki, parasympatykolityki, leki cholinolityczne, leki antycholinergiczne, antagonisty receptorów muskarynowych, antagonisty muskarynowe – substancje wykazujące działanie przeciwne do acetylocholiny. Cholinolityki mają wielokierunkowe działanie na organizm, wiele z nich jest truciznami, środkami psychoaktywnymi (deliriantami) i/lub lekami. Wspólną cechą wszystkich cholinolityków jest blokowanie (działanie antagonistyczne) receptorów muskarynowych. Z uwagi na powodowanie zaburzeń ośrodkowego układu nerwowego (szczególnie u osób starszych) ich stosowanie wymaga dużej rozwagi i w razie potrzeby zastosowania odtrutki. W przypadku majaczenia podaje się leki blokujące receptor D2 (np. haloperydol); przy zatruciu atropiną podaje się fizostygminę.

## Niektóre efekty działania
- rozszerzenie źrenic
- rozszerzenie oskrzeli
- spowolnienie perystaltyki jelit
- wstrzymanie czynności gruczołów wydzielania zewnętrznego (czego efektem jest, między innymi, suchość w ustach)
- pobudzenie ośrodkowego układu nerwowego powodujące halucynacje, pobudzenie psychomotoryczne o typie majaczenia
- podnoszenie temperatury ciała
- rozkurcz mięśni gładkich

## Zastosowanie
Jako leki cholinolityczne są stosowane między innymi:
- adifenina – w kolce jelitowej, nerkowej, wątrobowej (żółciowej) oraz w stanach spastycznych jelit[2]
- bromek ipratropiowy (dawniej skopolamina zawarta w liściach bielunia) – w terapii astmy oskrzelowej
- skopolamina – jako lek przeciwwymiotny
- pirenzepina – w leczeniu wrzodów żołądka i refluksu
- atropina, bromek oksyfenoniowy, hioscyjamina – w stanach skurczowych przewodu pokarmowego
- atropina – do rozszerzania źrenic (w diagnostyce okulistycznej); jako odtrutka w zatruciach parasympatykomimetykami (np. pestycydami fosforanoorganicznymi)
- triheksyfenidyl, prydynol, biperyden – w objawowym zwalczaniu choroby Parkinsona.

Cholinolityków zasadniczo nie wolno stosować w jaskrze i rozroście prostaty. Obecnie dąży się do stosowania tych leków doraźnie (objawowo); jako leki „podstawowe” są stosowane jedynie w niektórych przypadkach, jak zespół pozapiramidowy (przy terapii neuroleptykami starszej generacji), i pomocniczo w chorobie Parkinsona.